# Karel Finek
Karel Finek (27. května 1920 – 8. září 1998) byl český fotbalista, brankář, reprezentant Československa. Po skončení aktivní kariéry působil jako trenér.

## Sportovní kariéra
Do Slavie přišel z SK Baťov s pověstí dobrého brankaře i dobrého boxera. Registrace do BC Praha však zůstala jen na papíře. Slavia totiž neměla zájem o to a by se při jiném sportu zranil.
Za Slavii Praha hrál v letech 1940–1946, s níž třikrát získal titul mistra v protektorátní Národní lize (1941, 1942, 1943). Byl vysoké postavy.
V československé reprezentaci odehrál v roce 1946 dvě utkání. Byl šestnáctým reprezentačním brankářem v její historii.